# Cerkev Svetega križa, Retje nad Trbovljami
Cerkev Svetega križa v Retju nad Trbovljami je podružnična cerkev Župnije Trbovlje - Sveta Marija.
Cerkev je prvič omenjena leta 1545. Zgrajena je bila pravokotna ladja s tristransko zaključenim prezbiterijem. Zvonik je prizidan pred zahodno fasado na severni strani ladje je kapela. Oboki v ladji in prebiteriju so recentni in so jih verjetno naredili, ko so prizidali kapelo. Oprema cerkve je baročna, prav tako oltar v kapeli. Veliki oltar je iz leta 1781, stranski oltar svete Neže pa je iz 17. stoletja, čeprav so mu dodali nekatere mlajše plastike.